# Natsu no Yuu-utsu (Time to Say Good-bye)
Natsu no Yuu-utsu (Time to Say Good-bye) è un brano musicale del gruppo musicale giapponese de L'Arc~en~Ciel, pubblicato come singolo il 20 ottobre 1995. Il singolo ha raggiunto la quindicesima posizione della classifica Oricon dei singoli più venduti in Giappone, rimanendo in classifica per dieci settimane e vendendo 82 609 copie. Il singolo è stato ripubblicato il 30 agosto 2006.

## Tracce
CD Singolo KSD2-1101
1. Natsu no Yuuutsu [time to say good-bye] (夏の憂鬱)
2. Anata no Tame ni (あなたのために)
3. Natsu no Yuuutsu [time to say good-bye] (Voiceless Version) (夏の憂鬱)

Durata totale: 14:36

## Classifiche
| Classifica (1995) | Posizione più alta |
| ----------------- | ------------------ |
| Giappone (Oricon) | 15                 |